# Дидия Клара
Дидия Клара (на латински: Didia Clara; * 153) е дъщеря на краткия римски император през 193 г. Дидий Юлиан и на Августа Манлия Сканцила.
Тя е омъжена за Корнелий Репентин, който за малкото време на господството на баща ѝ е градски префект на Рим.